# Naaldvoerder
Een naaldvoerder is een medisch instrument, dat wordt gebruikt bij operaties voor het vasthouden van de hechtnaald tijdens het sluiten van wonden.

## Modellen
Er zijn zeer veel verschillende modellen en de keuze is vaak afhankelijk van de voorkeur van de chirurg.
De bekken van de naaldvoerder zijn uitgerust met een profiel van ribbels, puntjes, driehoekjes en dergelijke, bedoeld voor het stevig vasthouden van de naald zodat deze niet kan kantelen of wegglijden.
Een goede naaldvoerder is gemaakt uit roestvast staal. Het profiel in de bekken slijt door het regelmatig gebruik en bij constateren van deze slijtage dient de naaldvoerder te worden vervangen.
Een duidelijke verbetering in de ontwikkeling van naaldvoerders was de introductie van speciale extra harde profielplaatjes in de bekken, gemaakt van wolfraamcarbide. Deze instrumenten worden vaak aangeduid met de toevoeging "TC", van het Engelse 'tungsten carbide'. Optisch zijn ze te onderscheiden van gewone naaldvoerders doordat de fabrikant de handvatten of ogen van een goudkleurige coating heeft voorzien.
De meest bekende modellen zijn:

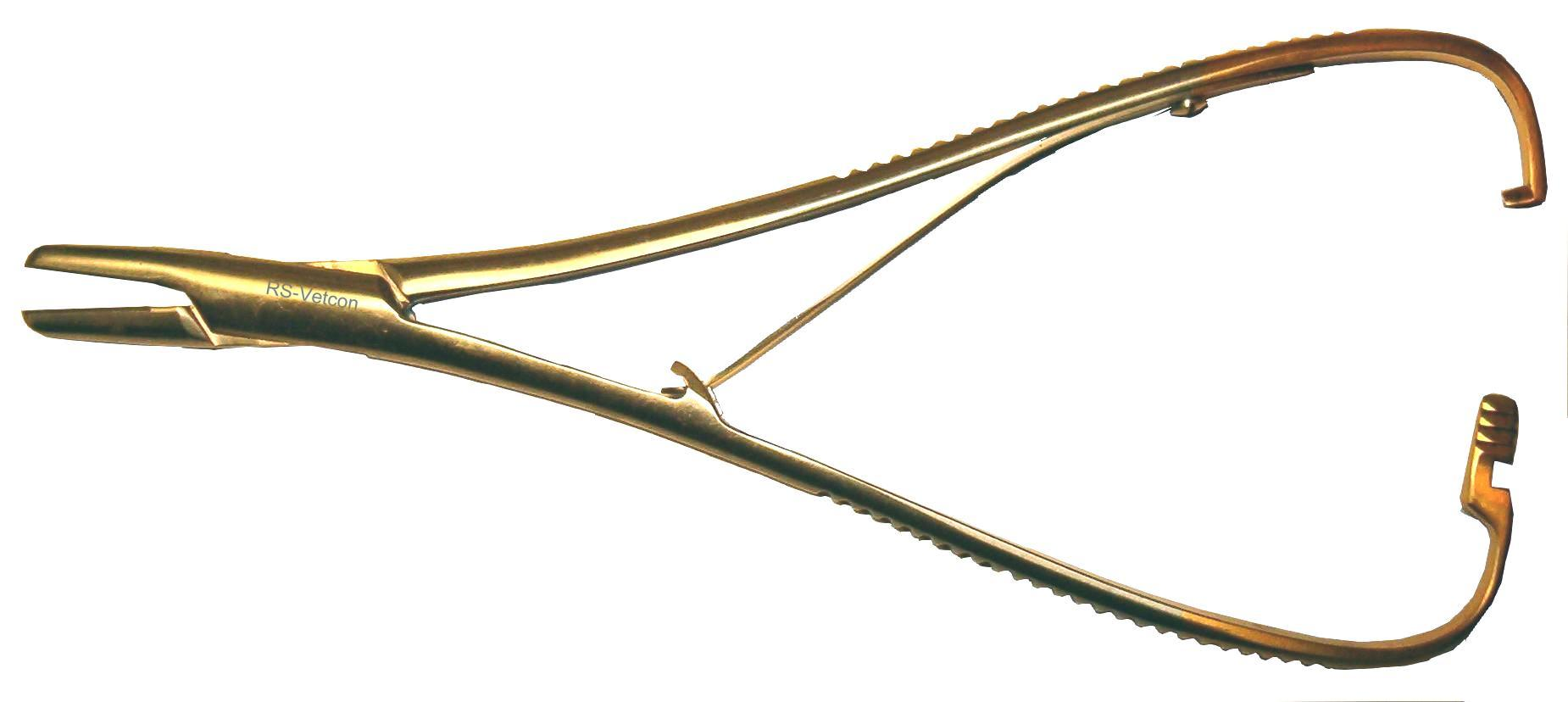
Mathieu TC

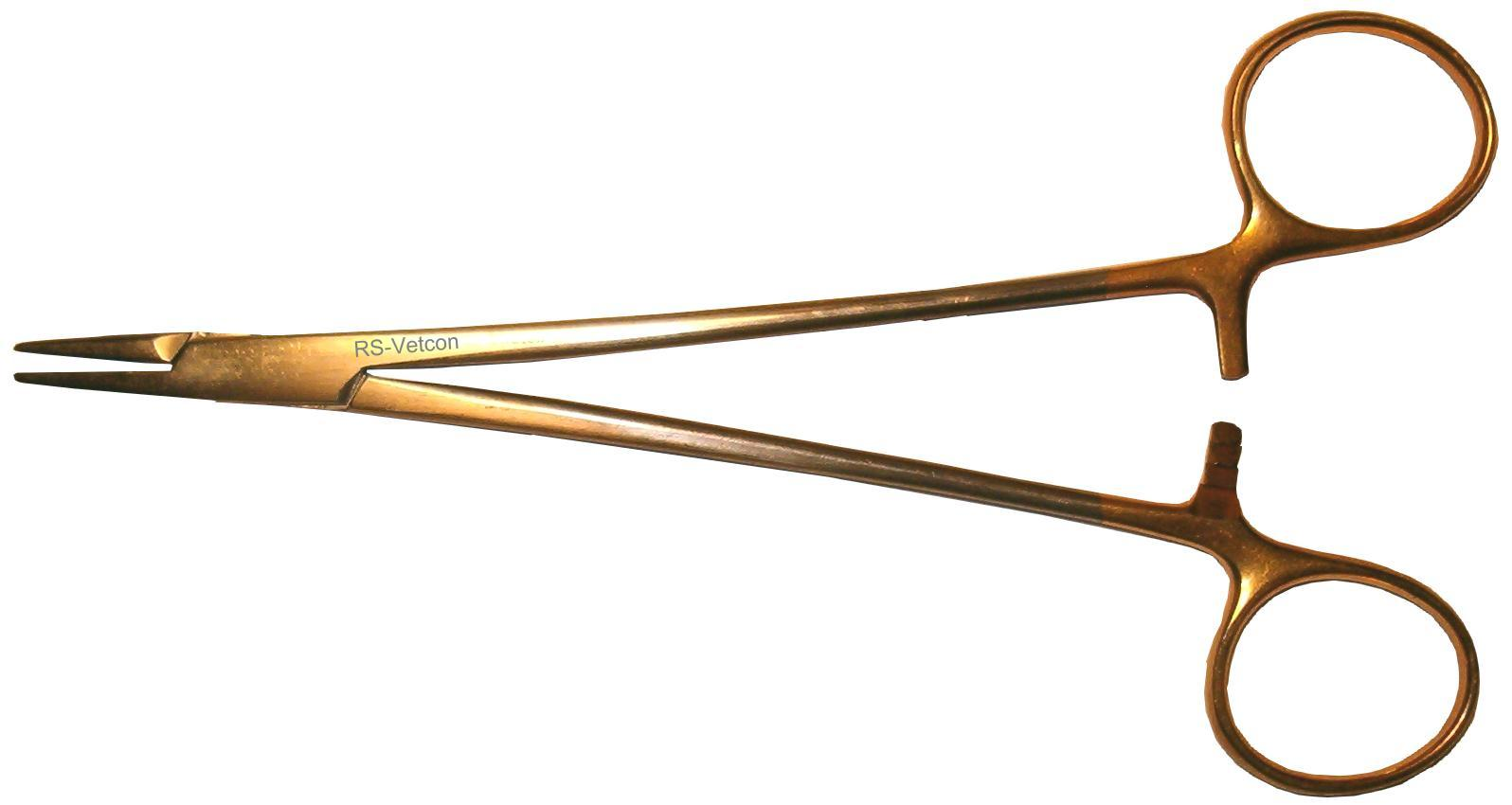
Mayo-Hegar

- Mathieu (model met doorlopende benen, met veer) in lengten van 14, 17 en 20 cm
- Mayo-Hegar (model met ogen) in lengten van 12, 14, 17 en 20 cm
- Ryder (met extra smalle bekken voor zeer kleine naalden) in lengten van 12, 15 en 18 cm
- Castroviejo (speciaal voor oogchirurgie)

Soms worden modellen toegepast die zijn voorzien van een ingeslepen schaar. Deze worden dan aangeduid met de toevoeging Olsen, zoals Mathieu-Olsen, Hegar-Olsen etc.

## Productie
Naaldvoerders zijn er in diverse kwaliteitsklassen, die worden bepaald door de wijze van productie.
De goedkoopste worden na het gieten van het basismodel gemonteerd en afgewerkt.
Na het gieten kan men de ruwe instrumenten verder 'uitsmeden' zodat gas- en slakinsluitingen worden verwijderd. Tussen de diverse stadia van smeden worden de instrumenten verhit en in olie afgekoeld waardoor de hardheid van het staal toeneemt.
De ideale naaldvoerder is sterk maar ook elastisch om de vervormingen tijdens het gebruik op te vangen. Ook dient hij bestand te zijn tegen veelvuldig reinigen en steriliseren.
De meeste instrumenten worden gefabriceerd in Pakistan. Ook China en Polen exporteren grote hoeveelheden medische instrumenten.
In en om de Duitse stad Tuttlingen zijn veel bekende fabrikanten van hoogwaardige medische instrumenten geconcentreerd.